# Вентура
Вентура (англ. Ventura) — місто (англ. city) в США, в окрузі Вентура штату Каліфорнія. Населення — 110 763 особи (2020).

## Географія
Вентура розташована за координатами 34°16′5″ пн. ш. 119°15′18″ зх. д. / 34.26806° пн. ш. 119.25500° зх. д. (34.268127, -119.255025).  За даними Бюро перепису населення США в 2010 році місто мало площу 83,12 км², з яких 56,09 км² — суходіл та 27,04 км² — водойми.

### Клімат
| Клімат : Вентура                                                                                     | Клімат : Вентура | Клімат : Вентура | Клімат : Вентура | Клімат : Вентура | Клімат : Вентура | Клімат : Вентура | Клімат : Вентура | Клімат : Вентура | Клімат : Вентура | Клімат : Вентура | Клімат : Вентура | Клімат : Вентура | Клімат : Вентура |
| Показник                                                                                             | Січ.             | Лют.             | Бер.             | Квіт.            | Трав.            | Черв.            | Лип.             | Серп.            | Вер.             | Жовт.            | Лист.            | Груд.            | Рік              |
| Абсолютний максимум, °C                                                                              | 31,1             | 32,8             | 37,2             | 37,8             | 38,3             | 38,9             | 39,4             | 39,4             | 39,4             | 39,4             | 37,2             | 35,6             | 39,4             |
| Середній максимум, °C                                                                                | 18,9             | 18,9             | 18,3             | 20,0             | 20,0             | 21,1             | 22,8             | 23,3             | 23,3             | 22,8             | 21,1             | 18,9             | 20,8             |
| Середня температура, °C                                                                              | 13,1             | 13,6             | 13,6             | 15,0             | 15,8             | 17,2             | 18,9             | 19,4             | 19,2             | 17,8             | 15,3             | 13,1             | 16,0             |
| Середній мінімум, °C                                                                                 | 7,2              | 8,3              | 8,9              | 10,0             | 11,7             | 13,3             | 15,0             | 15,6             | 15,0             | 12,8             | 9,4              | 7,2              | 11,2             |
| Абсолютний мінімум, °C                                                                               | −1,7             | −2,2             | −0,6             | 1,7              | 3,9              | 5,6              | 6,7              | 7,8              | 5,6              | 2,8              | 0,6              | −1,7             | −2,2             |
| --- | ---------------- | ---------------- | ---------------- | ---------------- | ---------------- | ---------------- | ---------------- | ---------------- | ---------------- | ---------------- | ---------------- | ---------------- | ---------------- |
| Джерело: http://www.weather.com/outlook/travel/businesstraveler/wxclimatology/monthly/graph/USCA1193 |                  |                  |                  |                  |                  |                  |                  |                  |                  |                  |                  |                  |                  |

## Демографія
Згідно з переписом 2010 року, у місті мешкали 106 433 особи в 40 438 домогосподарствах у складі 25 996 родин. Густота населення становила 1280 осіб/км².  Було 42827 помешкань (515/км²).
Расовий склад населення:
| - 76,6 % — білих - 3,4 % — азіатів - 1,6 % — чорних або афроамериканців - 1,2 % — корінних американців - 0,2 % — вихідців з тихоокеанських островів - 11,7 % — осіб інших рас |

До двох чи більше рас належало 5,2 %. Частка іспаномовних становила 31,8 % від усіх жителів.
За віковим діапазоном населення розподілялося таким чином: 22,5 % — особи молодші 18 років, 64,2 % — особи у віці 18—64 років, 13,3 % — особи у віці 65 років та старші. Медіана віку мешканця становила 39,0 року. На 100 осіб жіночої статі у місті припадало 97,7 чоловіків;  на 100 жінок у віці від 18 років та старших — 95,6 чоловіків також старших 18 років.
Середній дохід на одне домашнє господарство  становив 83 833 долари США (медіана — 66 995), а середній дохід на одну сім'ю — 97 019 доларів (медіана — 80 599). Медіана доходів становила 58 092 долари для чоловіків та 47 856 доларів для жінок. За межею бідності перебувало 11,4 % осіб, у тому числі 14,6 % дітей у віці до 18 років та 8,2 % осіб у віці 65 років та старших.
Цивільне працевлаштоване населення становило 51 243 особи. Основні галузі зайнятості: освіта, охорона здоров'я та соціальна допомога — 21,7 %, науковці, спеціалісти, менеджери — 11,9 %, роздрібна торгівля — 11,8 %.

## Культура
В місті засновано свінг-бенд Big Bad Voodoo Daddy.

## Відомі люди
- Кріста Аллен (* 1971) — американська акторка та модель.